# Simon Critchley
Simon Critchley (Hertfordshire, 27 febbraio 1960) è un filosofo e scrittore britannico.
Considerato tra i filosofi più influenti del XXI secolo, Critchley ha ricoperto il ruolo di docente e direttore dell'Università di Essex sino il 2003. Dal 2004 è professore di filosofia presso la European Graduate School e la New School for Social Research di New York.
Si interessa di storia antica, teoria politica  e di letteratura, ha scritto saggi su Heidegger, Lévinas e il cantautore David Bowie. Nel corso della sua carriera ha inoltre scritto articoli e reportage per il The New York Times e la ABC.

## Biografia
Nato il 27 febbraio 1960 nell'Hertfordshire, in Inghilterra, in una famiglia appartenente alla classe operaia, originaria di Liverpool. Nel corso degli studi al liceo ha sviluppato un interesse per la storia antica, sebbene si fece bocciare agli esami scolastici per sua volontà. Critchley fece una serie di lavori saltuari, tra cui l'operaio in una fabbrica farmaceutica in cui subì un grave infortunio alla mano sinistra. 
All'età di 22 anni Critchley decide di riprendere gli studi all'Università di Essex, frequentando solo in un secondo momento i corsi di filosofia, entrando inoltre nei circuiti di studenti di ideologia comunista. Tra i docenti seguiti vi furono Jay Bernstein, Robert Bernasconi, Ludmilla Jordanova, Onora O’Neill, Frank Cioffi, Mike Weston, Roger Moss, and Gabriel Pearson. 
Dopo essersi laureato con lode e aver vinto il premio Kanani in filosofia nel 1985, Critchley è andato all'Università di Nizza sino al 1988,quando rientro a Essex. Critchley è diventato ricercatore e assistente presso l'University di Cardiff nel 1988, vi rimase per un anno quando tornò all'Università dell'Essex come docente a contratto sino a prenderne una propria dal 1999. Durante questo periodo ha prestato servizio prima come vice direttore (1990-96) e poi come direttore dell'università (1997-2003).
Dal 1998-2004, è stato direttore di programma del College International de Philosophie, visitando numerose università tra Regno Unito, Francia e Stati Uniti. Dal 2004 ad oggi diviene professore ordinario alla New School for Social Research di New York, divenendo inoltre docente all'European Graduate School. 

## Opere
- Come smettere di sopravvivere e iniziare a preoccuparsi, Mondadori Università, 2014 EAN 9788861843462
- What We Think About When We Think About Football, Profile Books (UK), 2017 ISBN 978-1781259214 [trad. it "A cosa pensiamo quando pensiamo al calcio, Torino, Einaudi, 2018 EAN 9788806237493]
- Tragedy, the Greeks, and Us, Pantheon Press (US), Profile Books (UK), 2019 ISBN 978-1524747947 [trad. it "A lezione dagli antichi", Milano, Mondadori, 2020 ISBN 978-88-04-72167-3]